# Frontera entre Gabón y Guinea Ecuatorial
La Frontera entre Guinea Ecuatorial y Gabón se compone de un tramo fluvial, por la línea media del estuario del Muni desde la bahía de Corisco (Océano Atlántico), seguido de una línea casi completamente recta que corre sobre el paralelo 1º00'N (latitud norte), al sur de Guinea Ecuatorial, hasta el meridiano 11º20'E (longitud este de Greenwich). Desde este punto el límite continúa en línea recta sobre el meridiano 11º20'E hasta la triple frontera (trifinio) entre Camerún, Gabón y Guinea Ecuatorial en el nordeste de Guinea Ecuatorial, con un total de 350 km.

## Historia

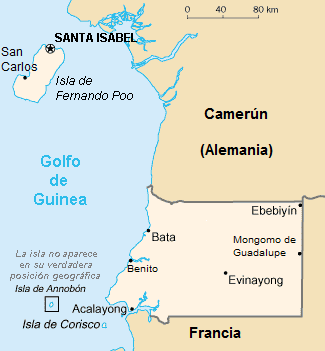
Fronteras acordadas con Francia en el Tratado de París de 1900 de los Territorios Españoles del Golfo de Guinea, luego renombrados como Guinea Española. Tras su independencia en 1968 Guinea Ecuatorial conserva esas fronteras con los países vecinos

La frontera oriental de Guinea Ecuatorial fue establecida por una convención franco-española (Convention franco-espagnole de 1900) firmada en junio de 1900. Existen tensiones entre Gabón y Guinea Ecuatorial por la posesión de las islas Mbañe, Conga y Cocoteros, situadas en la Bahía de Corisco. Las aguas asociadas a estas islas son ricas en yacimientos de hidrocarburos. 
Un mediador internacional fue nombrado en septiembre de 2008 por el Secretario General de la ONU Ban Ki-moon, para abordar este conflicto. En noviembre de 2016 ambas partes firmaron un acuerdo que establecía que la disputa pasaría a la Corte Internacional de Justicia de La Haya. El 19 de mayo de 2025, la Corte Internacional de Justicia emitió su decisión de que el título legal de la isla Mbañe, una isla de unas treinta hectáreas, y dos islotes más pequeños, Cocoteros y Conga. estaba en poder de España, que luego lo transfirió a Guinea Ecuatorial cuando se independizó en 1968, no a Gabón.
El 28 de mayo de 2025, el presidente de Gabón, Brice Clotaire Oligui Nguema, anunció que estaba consultando a las partes interesadas en Gabón con miras a entablar negociaciones amistosas con Guinea Ecuatorial.